# Чемпіонат УРСР з легкої атлетики в приміщенні 1973
Чемпіонат УРСР з легкої атлетики в приміщенні 1973 серед дорослих був проведений 10-11 лютого у Ворошиловграді в легкоатлетичному манежі «Динамо».

## Призери

### Чоловіки
| Дисципліни             | Золото                           | Золото  | Срібло                               | Срібло | Бронза | Бронза |
| ---------------------- | -------------------------------- | ------- | ------------------------------------ | ------ | ------ | ------ |
| 60 метрів              | Валерій Підлужний Донецька обл.  | 6,5h    |                                      |        |        |        |
| 100 метрів             | Валерій Підлужний Донецька обл.  | 10,4h   | Микола Трусов Одеська обл.           | 10,5   |        |        |
| 400 метрів             | Володимир Носенко Одеська обл.   | 48,0h   |                                      |        |        |        |
| 1500 метрів            | Григорій Старичков Донецька обл. | 3.51,8h |                                      |        |        |        |
| 3000 метрів            | А. Коваленко Київ                | 8.11,6h |                                      |        |        |        |
| 60 метрів з бар'єрами  | Євген Мазепа Одеська обл.        | 7,7h    |                                      |        |        |        |
| 110 метрів з бар'єрами | Євген Мазепа Одеська обл.        | 13,9h   |                                      |        |        |        |
| Стрибки у висоту       | Рустам Ахметов Житомирська обл.  | 2,17    |                                      |        |        |        |
| Стрибки з жердиною     | Олександр Федоров Одеська обл.   | 5,00    |                                      |        |        |        |
| Стрибки у довжину      | Валерій Верескун Севастополь     | 7,60    |                                      |        |        |        |
| Потрійний стрибок      | Геннадій Савлевич Львівська обл. | 16,03   |                                      |        |        |        |
| Штовхання ядра         | Анатолій Аронов Полтавська обл.  | 18,27   | Анатолій Ярош Ворошиловградська обл. |        |        |        |

### Жінки
| Дисципліни             | Золото                                  | Золото  | Срібло | Срібло | Бронза               | Бронза |
| ---------------------- | --------------------------------------- | ------- | ------ | ------ | -------------------- | ------ |
| 60 метрів              | Ірина Кудрявцева Харківська обл.        | 7,4h    |        |        |                      |        |
| 100 метрів             | Ірина Кудрявцева Харківська обл.        | 12,0h   |        |        |                      |        |
| 400 метрів             | Людмила Аксьонова Київ                  | 56,2h   |        |        |                      |        |
| 1500 метрів            | Тамара Пангелова Київ                   | 4.20,6h |        |        |                      |        |
| 60 метрів з бар'єрами  | Любов Свєженцева Донецька обл.          | 8,5h    |        |        |                      |        |
| 100 метрів з бар'єрами | Людмила Шурхал Запорізька обл.          | 14,1h   |        |        |                      |        |
| Стрибки у висоту       | Ольга Бондаренко Ворошиловградська обл. | 1,83    |        |        |                      |        |
| Стрибки у довжину      | Олександра Гайова Одеська обл.          | 6,12    |        |        |                      |        |
| Штовхання ядра         | Наталія Виноградова Київ                | 16,80   |        |        | Віра Цапкаленко Київ | 15,70  |